# Сможево
Сможево (пол. Smorzewo) — село в Польщі, у гміні Ґоздово Серпецького повіту Мазовецького воєводства.
У 1975-1998 роках село належало до Плоцького воєводства.